# パインヘビ
パインヘビ（学名：Pituophis melanoleucus）は、ナミヘビ科パインヘビ属に分類されるヘビ。

## 分布
- P. m. lodingi　クロパインヘビ

アメリカ合衆国（アラバマ州南部、ミシシッピ州南部）
- P. m. melanoleucus　キタパインヘビ

アメリカ合衆国（アラバマ州、ウェストヴァージニア州南部、ケンタッキー州、サウスカロライナ州、ジョージア州、テネシー州、ニュージャージー州南部、ノースカロライナ州、バージニア州北部）
- P. m. mugitus　フロリダパインヘビ

アメリカ合衆国（アラバマ州、サウスカロライナ州、ジョージア州、フロリダ州）

## 形態
吻端は尖る。吻端を覆う鱗（吻端板）は大型で、後縁が後方へ突出し縦幅が横幅の2倍に達する個体もいる。前額板は4枚。上唇を覆う鱗（上唇板）は1枚のみ眼に接する。
- P. m. lodingi　クロパインヘビ

最大全長190cm。胴体中央部の斜めに列になった背面の鱗の数（体列鱗数）は27-32（主に29-31）。総排出口までの腹面にある幅の広い鱗の数（腹板数）は214-224。背面の体色は黒で、腹面の体色は暗灰色。斑紋は不明瞭。
- P. m. melanoleucus　キタパインヘビ

最大全長210cm。体列鱗数は27-31（主に29）。腹板数は218-235。体色は白や黄白色。25-31の黒い斑紋（下半身では褐色になる個体もいる）が入る。
- P. m. mugitus　フロリダパインヘビ

最大全長230cm。体列鱗数は29-35（主に33）。腹板数は205-221。26-29の赤褐色の斑紋が入り、上半身では不明瞭。

## 分類
ミトコンドリアDNAの分子系統学的解析では、属内で最も初期に分化した種だと考えられている。
- Pituophis melanoleucus lodingi　Blanchard, 1924　クロパイン、クロパインヘビ　Black pinesnake
- Pituophis melanoleucus melanoleucus　(Daudin, 1803)　キタパイン、キタパインヘビ　Northern pinesnake
- Pituophis melanoleucus mugitus　Barbour, 1921　フロリダパイン、フロリダパインヘビ　Florida pinesnake

## 生態
主に松林に生息する地中や、他の動物が掘った巣穴に潜ることが多い。
食性は動物食で、主に小型哺乳類を食べるが鳥類やその卵も食べる。 
繁殖形態は卵生。基亜種は5-7月に1回に7-24個、亜種フロリダパインヘビは1回に4-8個の卵を数回に分けて産む。卵は約80日で孵化する。

## 人間との関係
ペットとして飼育されることもあり、日本にも輸入されている。亜種クロパインヘビを除いて、飼育下で様々な色彩変異個体が品種として固定されており亜種フロリダパインヘビにおいては通常色彩の個体を見かけることはほとんどない。大型で活発なため、飼育にあたっては大型のケージが必要になる。また自然下では地面に潜るため、厚めに床材を敷いたり隠れ家等を用意しないと無理に潜ろうとして壁面の隙間等に吻端を擦りつけ傷つけることがある。